# 34-й гвардейский бомбардировочный авиационный полк
34-й гвардейский бомбардировочный авиационный Тихвинский Краснознамённый ордена Кутузова полк — авиационная воинская часть ВВС РККА штурмовой авиации в Великой Отечественной войне.

## Наименование полка
В различные годы своего существования полк имел наименования:
- 44-й скоростной бомбардировочный авиационный полк;
- 44-й бомбардировочный авиационный полк;
- 44-й скоростной бомбардировочный авиационный Краснознамённый полк (21.03.1940 г.);
- 34-й гвардейский бомбардировочный авиационный Краснознамённый полк (22.11.1942 г.);
- 34-й гвардейский бомбардировочный авиационный Тихвинский Краснознамённый полк (04.05.1943 г.);
- 34-й гвардейский бомбардировочный авиационный Тихвинский Краснознамённый ордена Кутузова полк.

## История и боевой путь полка
Полк сформирован в период 13 апреля 1938 года в Ленинградском военном округе как 44-й скоростной бомбардировочный авиационный полк. Принимал участие в походе Красной Армии в Польшу 1939 года и советско-финляндской войне. Награждён орденом Красного Знамён за отличие в боях в советско-финляндской войне.
За показанные образцы мужества и героизма в борьбе с немецкими захватчиками, за успешные боевые действия в период обороны Ленинграда 44-й скоростной бомбардировочный авиационный полк 22 ноября 1942 года приказом Народного комиссара обороны СССР № 374 преобразован в 34-й гвардейский бомбардировочный авиационный полк.
В период с октября по 25 ноября 1942 года полк находился на переучивании и доукомплектовании. Полк занимался переучиванием на новый самолёт Пе-2. Приказом НКО № 00230 от 10 ноября 1942 года полк вошёл в боевой состав вновь сформированной 276-й бомбардировочной авиационной дивизии. Полк вместе с дивизией вошли в состав 13-й воздушной армии Ленинградского фронта. До марта 1943 года полк занимался переучиванием на новый самолёт и подготовкой лётного и технического состава.
В 1943 году рабочие Ленинграда передали полку построенные на свои деньги самолёты Пе-2 с нарисованными на фюзеляжах композициями «Ленинград» и литерами «Г» (гвардия). По завершении формирования полк вместе с дивизией принимал участие в боевых действиях на Ленинградском и 3-м Белорусском фронтах. Полк осуществлял авиационную поддержку войск 67-й и 42-й армий, вёл борьбу с железнодорожными перевозками противника на железнодорожных узлах Тосно и Красногвардейск, в районе железнодорожного моста у станции Толмачево, наносил бомбовые удары по аэродромам Сиверская и Гатчина; подавлял дальнобойную артиллерию, обстреливающую Ленинград, осуществлял переброску грузов партизанским отрядам.

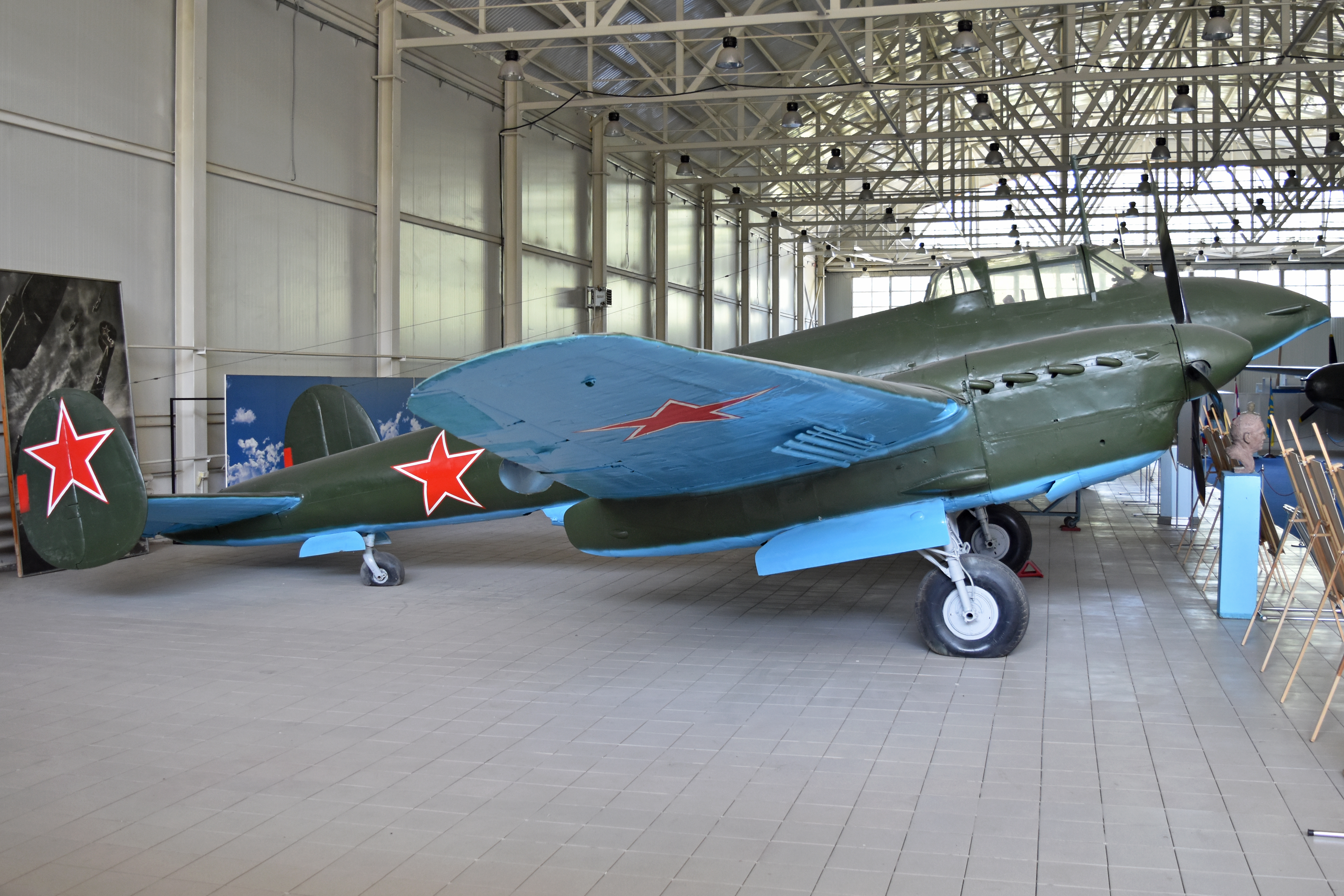
Самолёт Пе-2 стоял на вооружении полка с 1942 года. На фото представлен экспонат из коллекции Центрального музея Военно-воздушных сил РФ в Монино.

Особо полк отличился по обеспечению боевых действий наземных войск на Синявинском направлении в период с июля по сентябрь 1943 года, действуя главным образом в оперативной зоне по срыву железнодорожных перевозок противника, в тактической зоне по подавлению огня Синявинской и Келколовской артиллерийских группировок, а также по уничтожению батарей дальнобойной артиллерии, обстреливающей Ленинград. За этот период полком выполнено 624 боевых вылета, уничтожено 18 железнодорожных составов, 90 вагонов, 2 паровоза, 12 складов с боеприпасами и 8 с горючим, 19 самолётов противника, 16 жилых построек, 2 моста и 8 артиллерийских батарей, из них 2 — дальнобойных, обстреливающих Ленинград, 8 зенитных точек, 30 землянок, 2 танка, 15 миномётных батарей.
Полк базировался на территории парка Сосновка Выборгского района города Ленинграда и выполнял специальные задания штаба партизанского движения по выброске десанта, спецгруза и вооружения партизанам. Наносил удары по морским портам Хельсинки, Котка, Хамина, плавающим средствам в Финском заливе. Полк участвовал в прорыве блокады Ленинграда в районе Шлиссельбурга.
Полк участвовал в Красносельско-Ропшинской, Ленинградско-Новгородской, Выборгской, Нарвской, Таллинской, Выборгско-Петрозаводской и Прибалтийской наступательных операциях.
За отличие в боях и показанные образцы мужества и героизма 4 мая 1943 года полк удостоен почётного наименования «Тихвинский». С октября 1944 года полк участвовал в Мемельской, Восточно-Прусской наступательной операциях, в разгроме кёнигсбергской группировки противника. Войну полк закончил на аэродроме в Восточной Пруссии. За образцовое выполнение заданий командования на фронте борьбы с немецкими захватчиками и проявленные при этом доблесть и мужество Указом Президиума Верховного Совета СССР полк награждён орденом «Кутузова III степени». За войну полк выполнил 6860 боевых вылетов.
В составе действующей армии полк находился с 22 ноября 1942 года по 9 мая 1945 года.
После войны полк продолжал базироваться на территории Восточной Пруссии в составе 276-й бомбардировочной авиационной дивизии 1-й воздушной армии 3-го Белорусского фронта. В июле 1945 года дивизия в полном составе перебазировалась на аэродромы Ленинградского военного округа, войдя в состав 13-й воздушной армии. Полк перебазировался на аэродром Сиверская.
В связи со значительным сокращением Вооружённых сил СССР после войны в апреле 1946 года полк вместе с другими полками дивизии был расформирован в составе 13-й воздушной армии Ленинградского военного округа на аэродроме Сиверская.

## Командир полка
- гвардии подполковник Колокольцев Михаил Николаевич[1]., с 22 ноября 1942 года до мая 1946 года.

## В составе объединений
| Дата          | Фронт (округ)               | Армия                | Дивизия                                    | Примечания |
| ------------- | --------------------------- | -------------------- | ------------------------------------------ | ---------- |
| 10.11.1942 г. | Ленинградский фронт         | 13-я воздушная армия | 276-я бомбардировочная авиационная дивизия |            |
| 15.10.1944 г. | 3-й Белорусский фронт       | 1-я воздушная армия  | 276-я бомбардировочная авиационная дивизия |            |
| 24.07.1945 г. | Ленинградский военный округ | 13-я воздушная армия | 276-я бомбардировочная авиационная дивизия |            |

## Участие в операциях и битвах
- Битва за Ленинград с марта 1943 года по 9 августа 1944 года.
- Ленинградско-Новгородская операция[2] с 14 января по 1 марта 1944 года.
  - Новгородско-Лужская операция с 14 января по 15 февраля 1944 года.
  - Красносельско-Ропшинская операция[2] с 14 по 30 января 1944 года.
- Выборгско-Петрозаводская операция[2] с 10 июня по 9 августа 1944 года.
  - Выборгская операция[2] с 10 по 20 июня 1944 года.
  - Свирско-Петрозаводская операция с 21 по 22 июня 1944 года.
- Мгинская операция с 22 июля по 22 августа 1943 года.
- Нарвская операция (1944)[2] с 24 по 30 июля 1944 года.
- Прибалтийская наступательная операция[2] с 14 сентября по 24 ноября 1944 года .
  - Таллинская операция (1944)[2] с 17 по 26 сентября 1944 года.
- Восточно-Прусская наступательная операция с 13 января по 25 апреля 1945 года.
  - Земландская наступательная операция с 13 по 25 апреля 1945 года.
  - Мемельская операция — с 5 по 22 октября 1944 года.
  - Инстербургско-Кёнигсбергская операция — с 13 по 27 января 1945 года.
  - Кёнигсбергская операция — с 6 по 9 апреля 1945 года.

## Почётные наименования
- 34-й гвардейский бомбардировочный авиационный полк за показанные образцы мужества и героизма Приказом НКО № 207 от 4 мая 1943 года удостоен почётного наименования «Тихвинский».

## Награды
- 34-й гвардейский бомбардировочный авиационный Тихвинский Краснознамённый полк за образцовое выполнение заданий командования на фронте борьбы с немецкими захватчиками и проявленные при этом доблесть и мужество Указом Президиума Верховного Совета СССР награждён орденом Кутузова III степени.

## Благодарности Верховного Главнокомандующего
Воинам полка в составе 276-й бомбардировочной авиадивизии объявлены благодарности Верховного Главнокомандующего:
- За отличие в боях при овладении штурмом городом Луга — важным узлом коммуникаций и мощным опорным пунктом обороны немцев[4].
- За отличия в боях при прорыве обороны противника на Карельском перешейке севернее города Ленинград и овладение городом и крупной железнодорожной станцией Териоки, важным опорным пунктом обороны противника Яппиля и занятии свыше 80 других населённых пунктов[5].
- За прорыв линии Маннергейма, преодоление сопротивления противника на внешнем и внутреннем обводах Выборгского укреплённого района и овладение штурмом городом и крепостью Выборг[6].
- За отличие в боях при овладении мощными опорными пунктами обороны противника — Ширвиндт, Наумиестис (Владиславов), Виллюнен, Вирбалис (Вержболово), Кибартай (Кибарты), Эйдткунен, Шталлупенен, Миллюнен, Вальтеркемен, Пиллюпенен, Виштынец, Мелькемен, Роминтен, Гросс Роминтен, Вижайны, Шитткемен, Пшеросьль, Гольдап, Филипув, Сувалки и занятии около 900 других населённых пунктов, из которых более 400 населённых пунктов на территории Восточной Пруссии[7].
- За отличие в боях при прорыве долговременной, глубоко эшелонированной обороны немцев в Восточной Пруссии и овладении штурмом укреплёнными городами Пилькаллен, Рагнит и сильными опорными пунктами обороны немцев Шилленен, Лазденен, Куссен, Науйенингкен, Ленгветен, Краупишкен, Бракупенен, а также занятии с боями более 600 других населённых пунктов[8].
- За отличие в боях при овладении городами Восточной Пруссии Тильзит, Гросс-Скайсгиррен, Ауловенен, Жиллен и Каукемен — важными узлами коммуникаций и сильными опорными пунктами обороны немцев на кёнигсбергском направлении[9].
- За отличие в боях при овладении городом Инстербург — важным узлом коммуникаций и мощным укреплённым районом обороны немцев на путях к Кёнигсбергу[10].
- За отличие в боях при овладении городами Ландсберг и Бартенштайн — крупными узлами коммуникаций и сильными опорными пунктами обороны немцев в центральных районах Восточной Пруссии[11].
- За отличие в боях при овладении городом Прейс-Эйлау — важным узлом коммуникаций и сильным опорным пунктом обороны немцев в Восточной Пруссии[12].
- За отличие в боях при овладении штурмом городами Вормдит и Мельзак — важными узлами коммуникаций и сильными опорными пунктами обороны немцев[13].
- За отличие в боях при овладении городом Браунсберг — сильным опорным пунктом обороны немцев на побережье залива Фриш-Гаф[14].
- За отличие в боях при овладении городом Хайлигенбайль — последним опорным пунктом обороны немцев на побережье залива Фриш-Гаф, юго-западнее Кёнигсберга[15].
- За отличие в боях при разгроме и завершении ликвидации окружённой восточно-прусской группы немецких войск юго-западнее Кёнигсберга[16].
- За отличие в боях при овладении крепостью и главным городом Восточной Пруссии Кёнигсберг — стратегически важным узлом обороны немцев на Балтийском море[17].
- За отличие в боях при овладении последним опорным пунктом обороны немцев на Земландском полуострове городом и крепостью Пиллау — крупным портом и военно-морской базой немцев на Балтийском море[18].

## Отличившиеся воины дивизии
- Гречишкин Василий Николаевич, майор, командир эскадрильи 34-го гвардейского бомбардировочного авиационного полка 276-й бомбардировочной авиационной дивизии 13-й воздушной армии Указом Президиума Верховного Совета СССР от 4 февраля 1944 года удостоен звания Герой Советского Союза. Посмертно.
- Перегудов Алексей Иванович, капитан, штурман эскадрильи 34-го гвардейского бомбардировочного авиационного полка 276-й бомбардировочной авиационной дивизии 13-й воздушной армии Указом Президиума Верховного Совета СССР от 4 февраля 1944 года Указом Президиума Верховного Совета СССР от удостоен звания Герой Советского Союза. Посмертно.
- Кованев Иван Фёдорович, майор, командир эскадрильи 34-го гвардейского бомбардировочного авиационного полка 276-й бомбардировочной авиационной дивизии 13-й воздушной армии Указом Президиума Верховного Совета СССР от 19 августа 1944 года удостоен звания Герой Советского Союза. Золотая Звезда № 5247.
- Теренков Николай Анастасьевич, капитан, штурман эскадрильи 34-го гвардейского бомбардировочного авиационного полка 276-й бомбардировочной авиационной дивизии 13-й воздушной армии Указом Президиума Верховного Совета СССР от 19 августа 1944 года удостоен звания Герой Советского Союза. Золотая Звезда № 4431.
- Глинский Сергей Николаевич, майор, командир эскадрильи 34-го гвардейского бомбардировочного авиационного полка 276-й бомбардировочной авиационной дивизии 1-й воздушной армии Указом Президиума Верховного Совета СССР от 29 июня 1945 года удостоен звания Герой Советского Союза. Золотая Звезда № 6335. Лишён звания и наград 25 ноября 1948 года. Восстановлен в правах в 1973 году.
- Домников Василий Михайлович, капитан, штурман эскадрильи 34-го гвардейского бомбардировочного авиационного полка 276-й бомбардировочной авиационной дивизии 1-й воздушной армии Указом Президиума Верховного Совета СССР от 29 июня 1945 года удостоен звания Герой Советского Союза. Посмертно.
- Мирошниченко Николай Прокофьевич, старший лейтенант, командир эскадрильи 34-го гвардейского бомбардировочного авиационного полка 276-й бомбардировочной авиационной дивизии 1-й воздушной армии Указом Президиума Верховного Совета СССР от 29 июня 1945 года удостоен звания Герой Советского Союза. Посмертно.
- Ролин Николай Михайлович, старший лейтенант, штурман эскадрильи 34-го гвардейского бомбардировочного авиационного полка 276-й бомбардировочной авиационной дивизии 1-й воздушной армии Указом Президиума Верховного Совета СССР от 29 июня 1945 года удостоен звания Герой Советского Союза. Золотая Звезда № 6358.
- Сиренко Иван Лаврентьевич, майор, заместитель командира 34-го гвардейского бомбардировочного авиационного полка 276-й бомбардировочной авиационной дивизии 1-й воздушной армии Указом Президиума Верховного Совета СССР от 29 июня 1945 года удостоен звания Герой Советского Союза. Золотая Звезда № 6359.

## Воины полка, совершившие огненный таран
Огненный таран совершили:
30 сентября 1943 года экипаж командира эскадрильи 34-го гвардейского бомбардировочного авиационного полка гвардии майора Гречишкина Василия Николаевича был сбит на самолёте Пе-2 в боевом вылете в районе посёлка Владимирская Красногвардейского района Ленинградской области. Самолёт экипажем был направлен на зенитную батарею противника. Состав экипажа: командир экипажа гвардии майора Гречишкин Василий Николаевич, штурмана экипажа — штурмана эскадрильи гвардии капитана Перегудова Алексея Ивановича и стрелка-радиста — начальника связи эскадрильи гвардии старшины Марченко Ивана Фёдоровича. Посмертно экипаж награждён: командир — Герой Советского Союза (04.02.1944 г.), штурман — Герой Советского Союза (04.02.1944 г.), стрелок-радист — орденом Отечественной войны I степени (24.02.1944 г.).